# Aimée-Olympe Desclée
Aimée-Olympe Desclée (Parigi, 16 novembre 1836 – Parigi, 8 marzo 1874) è stata un'attrice teatrale francese.

## Biografia

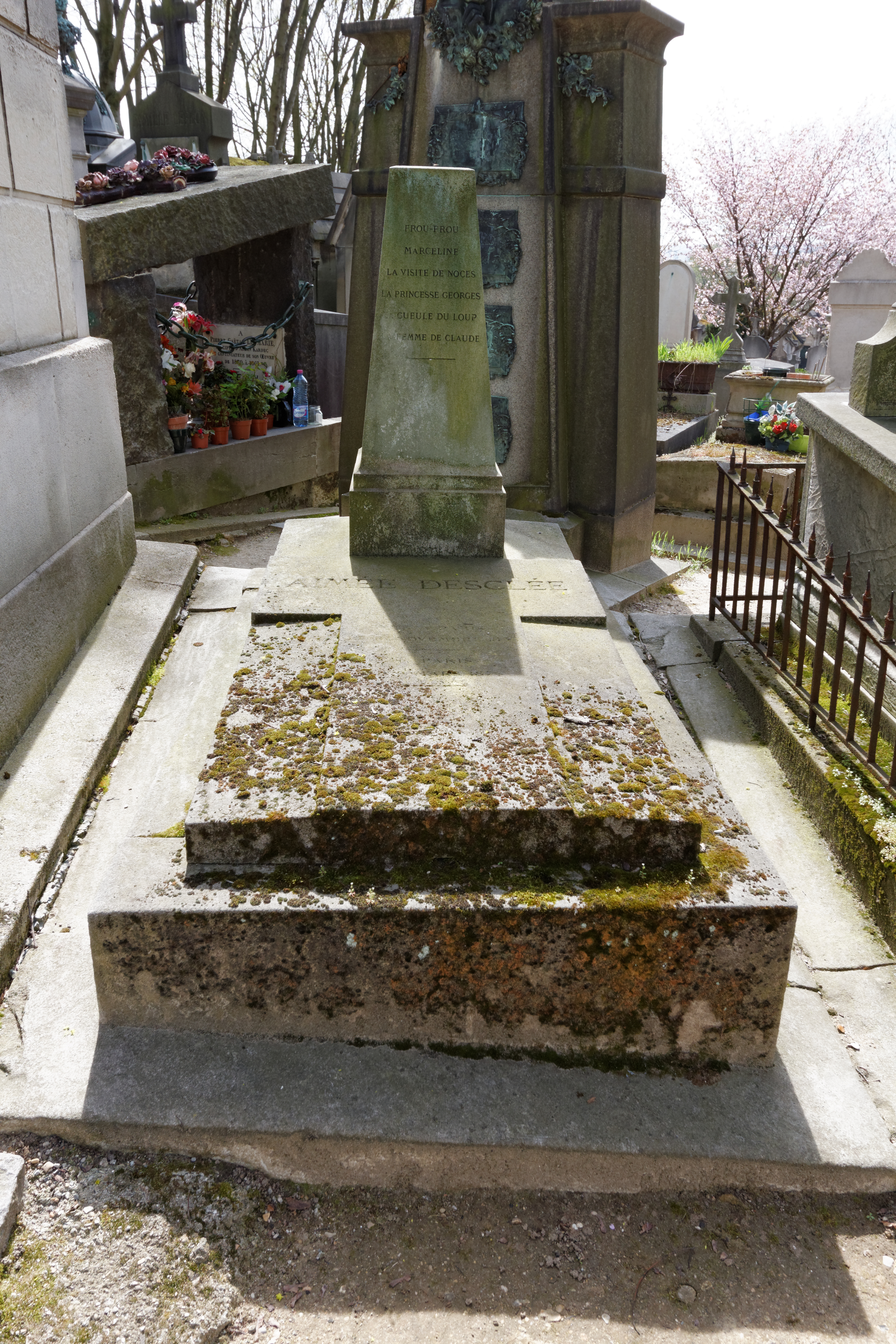
La tomba di Aimée-Olympe Desclée al cimitero parigino Père-Lachaise

Aimée-Olympe Desclée si avvicinò all'arte frequentando per breve tempo il Conservatoire national supérieur de musique et de danse de Paris, dove evidenziò un temperamento insofferente di ogni scuola, non adatto alle regole tradizionali del Conservatoire.
Esordì al Gymnase nel 1855, ma non ebbe molta fortuna e dovette accontentarsi di portare in tournée, in Italia e altrove, i grossi successi parigini; conservò il suo carattere forte che non la agevolò nei rapporti con i direttori.
Nel 1859 abbandonò il palcoscenico, per ritornarci qualche anno dopo in Italia, nella compagnia teatrale gestita da Meynadier.
Dopo i grandi successi di Milano, Torino, Firenze, la Desclée andò in Belgio, dove a Bruxelles la vide recitare Alexandre Dumas (figlio), e impose il suo nome ai grandi teatri del boulevard, oltre che al Gymnase (1860), teatro nel quale la Desclée esordì in Diane de Lys.
Nel 1869 il grande successo di Froufrou di Henri Meilhac e Ludovic Halévy ne fece un idolo delle platee.
La Desclée era cambiata molto rispetto agli anni del suo esordio, e mostrò al pubblico e ai critici teatrali parigini la passione per l'arte e la passione sentimentale per un giornalista da lei conosciuto a Napoli.
Alle varie commedie e a vari testi del repertorio dumasiano riuscì a dare un'insospettata intensità umana, oltre che una sua originale interpretazione.
Un dramma italiano, Amata Desclée, di Gemma Ferruggia, ha fatto rivivere la grande artista sulle scene.

## Interpretazioni
- Diane de Lys (1860);
- Froufrou (1869);
- Amata Desclée.